# Finestre (film 1975)
Finestre (Windows) è un cortometraggio sperimentale in stile falso documentario del 1975 diretto da Peter Greenaway.

## Trama
Il film si presenta come una falsa indagine statistica sul tema della defenestrazione. Vengono descritte le vite di 37 persone immaginarie che nel 1973 avrebbero perso la vita cadendo dalle finestre nel distretto di Wardour, catalogate in base all'età, alle cause che hanno portato alla defenestrazione, al lavoro e al periodo dell'anno in cui le persone sono precipitate.